# Kalookan

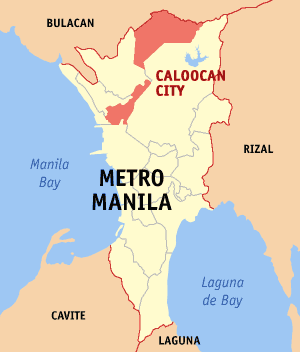
Kalookan Citys läge i Metro Manila

Kalookan City (alternativt Caloocan City) är en stad på ön Luzon i Filippinerna. Den ligger i Metro Manila och har 1 378 856 invånare (2007) vilket gör den till landets tredje största stad. Kalookan kommer från Tagalog rotordet lo-ok, kalook-lookan (eller kaloob-looban) vilket betyder ungefär "innersta område".

## Historia
Staden var centrum för aktiviteter för Katipunan, det hemliga militanta organisation som startade den filippinska revolutionen under det spanska ockupationen av Filippinerna. Det var i ett hus i Kalookan där hemliga möten hölls av Andrés Bonifacio och hans män, och det var inom stadsgränsen det allra första väpnade mötet ägde rum mellan Katipunan och spanjorerna.

## Geografi
Staden gränsar till städer som Quezon City, Manila, Malabon, Navotas, Valenzuela och San Jose del Monte. Staden är indelad i 188 smådistrikt, barangayer, varav samtliga är klassificerade som urbana distrikt. Kalookan City är egentligen uppdelad i två halvor. Den södra halvan gränsar bland annat till Manila medan den norra halvan utgör den allra nordligaste delen av Metro Manila. De båda halvorna är separerade från varandra genom en del av staden Valenzuela som ligger där emellan.